# Vecchia seduta che cuce
Vecchia seduta che cuce è un dipinto di Johannes van der Aack, conservato alla National Gallery di Londra.

## Descrizione
Esempio di pittura di genere, raffigura una anziana donna intenta a cucire. Sulla parete è raffigurato un ritratto a stampa del generale inglese Cristiano di Brunswick.